# Academia Militar de Baoding
La Academia Militar de Baoding o de Paoting (en chino, 保定軍校; pinyin, Bǎodìng Jūnxiào; Wade-Giles, Pao-ting Chün-hsiao) fue una institución de educación militar ubicada en Baoding, localidad de la República de China, que existió durante las primeras dos décadas del siglo XX. Fue la academia militar más importante de China y sus cadetes desempeñaron un papel importante en los ámbitos político y militar de la República de China. Cerró en 1923, pero sirvió de modelo de la Academia Militar de Whampoa, fundada en Cantón en 1924. Durante la segunda guerra sino-japonesa, la mitad de las trescientas divisiones de las fuerzas armadas de China las mandaban graduados de Whampoa y un tercio, de Baoding.

## Antecedentes
Li Hongzhang fundó la Academia Militar de Tianjin en 1885 para adiestrar a los oficiales del Ejército chino; la medida formaba parte de su programa de reformas militares. Contó con el apoyo del jefe del Ejército de Anhui, Zhou Shengchuan. La academia debía formar a oficiales de Anhui y del Ejército del estandarte verde en distintas materias, entre ellas matemáticas y ciencia. Los instructores eran oficiales alemanes. Otro programa de cinco años se implantó en la academia en 1887 para adiestrar adolescentes como oficiales del Nuevo Ejército. La instrucción de la academia de Tianjin sirvió de modelo para la de las escuelas militares de Weihaiwei y Shanhaiguan. El fondo de defensa marítima sufragaba la academia y la Academia Naval de Tianjin.
Incluyó en el currículo el Idilio de los Tres Reinos en 1886. Entre sus alumnos se contaron Wang Yingkai y Duan Qirui, y Yinchang trabajó en el organismo.

## Historia
Yuan Shikai, virrey de la provincia de Zhili y ministro de Beiyang, fundó una academia de oficiales en Baoding, la capital provincial, en 1902. Baoding era la sede del Nuevo Ejército, que hasta 1901 había estado en Xiaozhan, cerca de Tianjin. El Protocolo Bóxer exigió a los Qing desmilitarizar Tianjin y por ello el Nuevo Ejército pasó a Baoding. De 1902 a 1912, la academia tuvo varios nombres, entre ellos el de Academia de Estudios Marciales del Ejército de Beiyang. La academia adiestró oficiales del Nuevo Ejército, que fue un factor notable en el ascenso al poder de Yuan Shikai al final de la dinastía Qing y en la Revolución de Xinhai. La academia se trasladó a Pekín en 1912, cuando Yuan devino presidente provisional de la nueva República de China, pero en octubre volvió a Baoding.

## Graduados notables
- Chiang Kai-shek, luego presidente de la República de China.
- Zhang Qun
- Bai Chongxi
- Cai Tingkai
- Huang Shaohong
- Zhang Zhizhong
- Xia Wei.[4]

## Monumento
Se construyeron un monumento y un museo en 1993 en el lugar donde había estado la academia, en recuerdo de esta y de los once mil cadetes que habían estudiado en sus aulas.  En 2006, el monumento se declaró monumento nacional.